# Liang Wenfeng
Liang Wenfeng (Zhanjiang,  1985) é empresário chinês, co-fundador do fundo de hedge quantitativo High-Flyer, bem como fundador e CEO de sua empresa de inteligência artificial DeepSeek .

## Início de vida e educação
Liang nasceu em 1985 em Zhanjiang, Guangdong . Seus pais eram ambos professores primários.    
Formado na Universidade de Zhejiang, Liang recebeu um Bacharelado em Engenharia de Informação Eletrônica em 2007 e um Mestrado em Engenharia de Informação e Comunicação em 2010. Sua dissertação de mestrado foi intitulada "Pesquisa sobre algoritmo de rastreamento de alvos baseado em câmera PTZ de baixo custo" e orientada pelo professor Xiang Zhiyu.   

## Carreira
Em 2008, tem formou uma equipe com os colegas para acumular dados relacionados aos mercados financeiros. Ele também liderou a equipe para explorar a negociação quantitativa usando aprendizado de máquina e outras tecnologias. Isto aconteceu durante o pico da crise financeira de 2007-2008 . 
Após a graduação, mudou-se para um apartamento barato em Chengdu, Sichuan, onde experimentou maneiras de aplicar IA em vários campos. Esses empreendimentos falharam até que ele tentou aplicar a IA às finanças. 
Em 2013, buscou integrar a inteligência artificial com o comércio quantitativo e fundou a Hangzhou Yakebi Investment Management Co Ltd com Xu Jin, um ex-aluno da Universidade de Zhejiang. Em 2015, eles co-fundaram a Hangzhou Huanfang Technology Co Ltd, que hoje é Zhejiang Jiuzhang Asset Management Co Ltd. 
Em Fevereiro de 2016, ele e dois outros colegas de engenharia co-fundaram a Ningbo High-Flyer Quantitative Investment Management Partnership (Parceria Limitada).    A equipe contou com a matemática e a IA para fazer investimentos.  
Em 2019, Liang fundou a High-Flyer AI, que se dedicava à pesquisa de algoritmos de IA e suas aplicações básicas.   Nessa época, a High-Flyer tinha mais de 10 mil milhões de yuans em activos sob gestão . 
Em 30 de agosto de 2019, fez um discurso intitulado "O futuro do investimento quantitativo na China da perspectiva de um programador" na cerimônia do Golden Bull Awards, o que gerou discussões acaloradas. Liang afirmou que o critério para determinar o que é quantitativo ou não quantitativo é se a decisão de investimento é tomada por métodos quantitativos ou por pessoas. Os fundos quantitativos não têm gestores de portfólio tomando decisões e, em vez disso, são apenas servidores. Ele também afirmou que a missão da High-Flyer é melhorar a eficácia do mercado secundário da China. 
Em Fevereiro de 2021, o livro de Gregory Zuckerman, The Man Who Solved the Market: How Jim Simons Launched the Quant Revolution, foi publicado. Liang escreveu o prefácio para a edição chinesa do livro, onde afirmou que sempre que encontrava dificuldades no trabalho, pensava nas palavras de Simons: "Deve haver uma maneira de modelar preços". 
Durante 2021, Liang começou a comprar milhares de GPUs Nvidia para seu projeto paralelo de IA enquanto comandava a High-Flyer. Alguns insiders da indústria viram isso como as ações excêntricas de um bilionário em busca de um novo hobby. Um dos parceiros de negócios de Liang disse que inicialmente não levou Liang a sério e descreveu seu primeiro encontro como ver um cara muito nerd com um penteado horrível que não conseguia articular sua visão. Liang simplesmente disse que queria construir algo e que seria uma virada de jogo que seus parceiros de negócios achavam que só seria possível com gigantes como ByteDance e Alibaba Group. 
Em maio de 2023, Liang anunciou que a High-Flyer buscaria o desenvolvimento de inteligência artificial geral e lançou o DeepSeek.[1][2] Durante aquele mês, em uma entrevista com 36Kr, Liang afirmou que a High-Flyer havia adquirido 10.000 GPUs Nvidia A100 antes que o governo dos EUA impusesse restrições de chip de IA na China. Isso lançou as bases para a DeepSeek operar como uma desenvolvedora LLM. Ele também afirmou que a DeepSeek obtém financiamento da High-Flyer.[2][3] Isso ocorreu porque, quando a DeepSeek foi fundada, as empresas de capital de risco estavam relutantes em fornecer financiamento, pois era improvável que ela conseguisse gerar uma saída em um curto período de tempo. Como a meta era de longo prazo, a DeepSeek buscava funcionários que tivessem habilidade e paixão, em vez de experiência. 
Em julho de 2024, Liang foi entrevistado novamente pela 36Kr. Ele afirmou que quando o DeepSeek V2 foi lançado e desencadeou uma guerra de preços de IA na China, foi uma grande surpresa, pois a equipe não esperava que os preços fossem tão sensíveis. Ele também afirmou que, à medida que a economia da China se desenvolve, ela deve gradualmente se tornar uma contribuidora em vez de ficar à toa. O que falta na inovação da China não é capital, mas falta de confiança e conhecimento sobre como organizar talentos nela. O DeepSeek não contratou ninguém particularmente especial e os funcionários tendem a ser educados localmente. Quando se trata de tecnologias disruptivas, as abordagens de código fechado podem apenas atrasar temporariamente os outros em alcançá-las.

## Acontecimento histórico
Em 20 de janeiro de 2025, Liang foi convidado para o Simpósio com Especialistas, Empreendedores e Representantes das Áreas de Educação, Ciência, Cultura, Saúde e Esportes (专家、企业家和教科文卫体等领域代表座谈会) organizado pelo Premier Li Qiang em Pequim . Liang, considerado um especialista do setor, foi convidado a fornecer opiniões e sugestões sobre o relatório anual de trabalho do governo de 2024.  
A DeepSeek lançou o R1 , modelo de IA de raciocínio de código aberto com mais ou menos 671 bilhões de parâmetros, juntamente com a publicação de um artigo técnico detalhado explicando sua arquitetura e metodologia de treinamento.  O modelo foi construído usando apenas 2.048 GPUs Nvidia H800 a um custo de US$ 5,6 milhões, demonstrando uma abordagem de eficiência de recursos que contrastou fortemente com os orçamentos bilionários dos concorrentes ocidentais. Em 27 de janeiro, o DeepSeek ultrapassou o ChatGPT e se tornou o aplicativo gratuito nº 1 na App Store iOS dos EUA.  Além disso, as ações dos EUA despencaram e mais de US$ 1 trilhão foi eliminado da capitalização de mercado em meio ao pânico sobre o DeepSeek. 